# Marxa de Washington pel treball i la llibertat

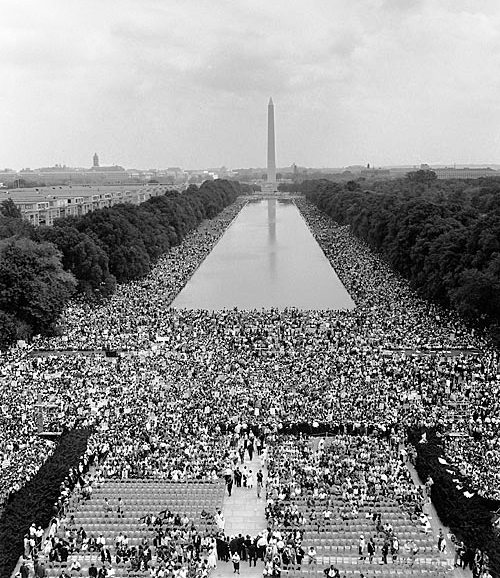
Vista de la Marxa pel treball i la llibertat.

La Marxa de Washington pel Treball i la Llibertat, també coneguda com simplement la Marxa a Washington o la Gran Marxa a Washington, es va celebrar a Washington, DC, el 28 d'agost de 1963. L'objectiu de la marxa era defensar els drets civils i econòmics dels afroamericans. A la marxa, l'orador final, el Dr. Martin Luther King Jr, dempeus davant del Lincoln Memorial, va pronunciar el seu històric discurs "I Have a Dream" en què va demanar la fi del racisme i la segregació racial.
La marxa, pacífica, va ser organitzada per Bayard Rustin i A. Philip Randolph, que van construir una aliança de drets civils, organitzacions laborals i religioses que es van unir sota la bandera de "treball i llibertat". Les estimacions del nombre de participants variaven entre 200.000 i 300.000, però l'estimació més citada és de 250.000 persones. Els observadors estimaven que entre el 75 i el 80% dels manifestants eren negres. La marxa va ser una de les manifestacions polítiques més grans pels drets humans de la història dels Estats Units. Walter Reuther, president de United Auto Workers, va ser l'organitzador blanc més integral i de més alt rang de la marxa.
A la marxa se li atribueix l'ajuda a aprovar la Llei de drets civils de 1964. Va precedir el Moviment de drets de vot Selma, quan la cobertura dels mitjans nacionals va contribuir a l'aprovació de la Llei de drets de vot de 1965 aquell mateix any.